# توماس ووكر (سياسي)
توماس ووكر (بالإنجليزية: Thomas Walker)‏ هو صحفي وسياسي أسترالي، ولد في 5 فبراير 1858، وتوفي في 10 مايو 1932. حزبياً، نشط في حزب العمال الأسترالي. وقد انتخب عضو الجمعية التشريعية لأستراليا الغربية وانتخب عضو الجمعية التشريعية نيو ساوث ويلز عن دائرة Electoral district of Northumberland ‏ (17 فبراير 1887 – 25 يونيو 1894).